# Anaphalis latifolia
Anaphalis latifolia là một loài thực vật có hoa trong họ Cúc. Loài này được Kinzik. & Vainberg mô tả khoa học đầu tiên năm 1988.